# Senobasis lopesi
Senobasis lopesi är en tvåvingeart som beskrevs av Carrera 1949. Senobasis lopesi ingår i släktet Senobasis och familjen rovflugor. Inga underarter finns listade i Catalogue of Life.